# Св. св. Петър и Павел (Воден)
Вижте пояснителната страница за други значения на Свети апостоли Петър и Павел.
„Св. св. Петър и Павел“ (на гръцки: Αγίων Αποστόλων Πέτρου και Παύλου) е средновековна православна църква в южномакедонския град Воден (Едеса), Гърция.
Църквата е разположена в традиционния квартал Вароша. Тя е построена в XIV век и има интересни стенописи от периода 1375 – 1385 година.
В 1934 година църквата е обявена за паметник на културата.